# Sandokán
Sandokán es el protagonista de una serie de novelas de aventuras escritas por el autor italiano Emilio Salgari.  Si bien las obras, así como la serie de televisión homónima, son ficción, Salgari obtuvo inspiración en la figura del aventurero español Carlos Cuarteroni, y empleó el nombre de otros personajes como James Brooke, quien figura en las obras como némesis de Sandokán.
Las aventuras de Sandokán tienen lugar en el sudeste de Asia (principalmente en Borneo, Malasia y la India) a mediados del siglo XIX (las novelas proporcionan fechas precisas). Sandokán es un rey de Borneo que ha jurado vengarse de los británicos, quienes lo despojaron de su trono y asesinaron a su familia. Por ello se dedica a la piratería, con el sobrenombre de Tigre de Malasia, para lo que cuenta con la fidelidad incondicional de una tripulación compuesta tanto de malayos como de dayakos de Borneo.
Los principales compañeros de Sandokán son el portugués Yáñez, el bengalí Tremal-Naik y el maharato Kammammuri. La base de operaciones de los Tigres de Malasia es la isla (ficticia) de Mompracem hasta que son arrojados de ella por una escuadra británica en la novela «El Rey del Mar».

## Novelas de Emilio Salgari protagonizadas por Sandokán
(Téngase en cuenta que en castellano es frecuente que se editaran en dos partes, cambiando a gusto los títulos italianos, y también que no pocas novelas de Sandokán que aparecieron con la firma de Salgari son apócrifas. La lista que sigue incluye los títulos que sí son de Salgari):
- Los tigres de Mompracem (Le tigri di Mompracem, 1900). Primera versión publicada por entregas en 1883-1884 con título: La tigre della Malesia.
- Los misterios de la jungla negra (I misteri della giungla nera, 1895). Aquí no aparece Sandokán, solo aparecen Tremal - Nailk y Kammamuri, luego conocen a Sandokán en «Los piratas de Malasia».
- Los piratas de Malasia (I pirati della Malesia, 1896)
- Los dos tigres (Le due tigri, 1904)
- El rey del mar (Il re del mare, 1906)
- A la conquista de un imperio (Alla conquista di un impero, 1907)
- La venganza de Sandokán (Sandokan alla riscossa, 1907)
- La reconquista de Mompracem (La riconquista di Mompracem, 1908)
- El falso brahmán (Il bramino dell'Assam, 1911)
- La caída de un imperio (La caduta di un impero, 1911)
- El desquite de Yáñez (La rivincita de Yañez, 1913)

## Adaptaciones
Las novelas de Sandokán han conocido numerosas adaptaciones al cine, al cómic y a varias editoriales. Destacan sobre todo el largometraje italofrancohispanoamericano «Sandokán y los Tigres de Malasia» con Steve Reeves como protagonista. Y la serie de televisión italiana de 1976, Sandokán, de doce episodios de treinta minutos, dirigida por Sergio Sollima y protagonizada por el actor indio Kabir Bedi, que tuvo un gran éxito en Italia y en España en los años 70. 
El mismo actor protagonizó sendas secuelas en una miniserie de seis películas: 
- Sandokan (1976).
- Sandokan contrataca (1976).
- El Misterio de la Jungla Negra (1991).
- El Regreso de Sandokan (1996).
- El Hijo de Sandokan (1998).
- Sandokan en Sicilia (2009).

En 1992 se transmitió la serie animada de la productora española BRB Internacional en el Reino Unido en Canal 4. Cuatro años después, se transmitió otra serie animada, producida por Mondo TV, llamada Sandokán, el tigre de Malasia
Editorial Everest publicó la colección «Sandokán» con seis volúmenes:
1. Los piratas de Mompracem.
2. Mariana: la mujer del pirata.
3. Los piratas de Malasia.
4. El corsario negro.(*)
5. La venganza del corsario negro.(*)

(*)pertenecen a la serie El Corsario Negro, ubicada en el Caribe del siglo XVII.